# サーサーン・クシャーナ戦争
サーサーン・クシャーナ戦争（サーサーン・クシャーナせんそう）はサーサーン朝とクシャーナ朝間で勃発した一連の戦争を指す。アルダシール1世とシャープール1世が率いる、ペルシャのサーサーン朝が、当時衰退しつつあったクシャーナ朝に戦争を仕掛けた。これらの戦争の結果、サーサーン朝は東方への拡大を遂げ、バクトリア、ガンダーラ、ソグディアナなどクシャーナ朝の領土の大半を征服した。
アルダシール1世はイランを支配していたパルティアをホルミズダガンの戦いで破り、滅亡させた。そうしてサーサーン朝ペルシア帝国が成立すると、アルダシール1世の治世（224年〜242年）のうちに、バクトリアを含む旧パルティア領のほとんどを占領し支配圏を拡大した。その後、息子のシャープール1世の治世（240年〜270年）中に、衰退したクシャーナ朝との戦争の結果、現在のパキスタン西部まで帝国を東に拡張した。こうしてクシャーナ朝の西部の領土（バクトリアやガンダーラ等）は、サーサーン朝貴族の支配下に置かれ、最終的に独自の勢力に成長した。彼らは「クシャンシャー」または単純に「クシャーン王」と呼ばれ、その王国をクシャーノ・サーサーン朝と呼ぶ。最盛期のクシャーノ・サーサーン朝は、東はガンダーラまで勢力を拡大していたが、インダス川までは至っていなかったようである。その根拠として、インダス川の向こう側タキシラでは、クシャーノ・サーサーン朝の貨幣がほとんど発見されていない。

## 背景
サーサーン朝は初代皇帝（シャー）アルダシール1世の統治下で、衰退しつつあったアルサケス朝パルティアを征服した。パルティアは、カニシカ1世統治下で拡大路線をとるクシャーナ朝の征服により、重要な属州バクトリアの大半を喪失していた。アルダシール1世率いるサーサーン朝は、かつてのパルティア帝国が失ったそれらの重要な土地の征服を目指し、東西へのさらなる拡大を期待していた。こうして、サーサーン朝とクシャーナ朝は軍事衝突し、一連の戦争を引き起こし、クシャーナ帝国の崩壊と衰退につながった。

## 戦闘

### 第一次サーサーン・クシャーナ戦争
この戦闘に関する史料のほとんどは、不足があったり、喪失していたり、不明瞭であるため、詳細については不明である。しかし、どの資料によっても、サーサーン朝とクシャーナ朝間の戦闘は、アルダシール1世がパルティアを征服した後に始まっていると分かる。アルダシール1世はサーサーン朝をさらに東に拡大しようと試みて、クシャーナ朝と軍事衝突した。ほとんどの史料では、アルダシール1世は衰退しつつあったクシャーナ朝から、サカスターン・ゴルガーン・ホラーサーン・メルヴ・バルフ・ホラズム等を占領した。息子のシャープール1世が造営した碑文からは、アバルシャフル（=ホラーサーン）王サダーラフ、メルヴ王アルダシール、サカスターン王アルダシールの名が記されており、それらの地域を支配していたことがうかがえる。後代のサーサーン朝の碑文には、クシャーナ王（マハーラージャ）がアルダシール1世に服従したとも記されている。しかし貨幣学を根拠にすると、実際には、クシャーナ朝はシャープール1世の軍門に下っていた可能性が高い。

### 第二次サーサーン・クシャーナ戦争
アルダシール1世は息子のシャープール1世と共同統治を始め、死後はシャープール1世の単独統治となった。属国としてに従うことにあいまいな態度を見せたクシャーナ王とサカスターン王に対して、シャープール1世は東方におけるサーサーン朝の権威を再び確立させる必要性を感じた。242年、シャープール1世はおそらくクシャーナ朝の従属国または州であったコラスミアを占領した。251年には、シャープール1世がクシャーナ朝の王都プルシャプラを落とし、事実上クシャーナ朝は滅亡（この後も王位自体は継承されている）した。そしてこれら旧クシャーナ朝領には、シャープール1世は息子のナルセをサカーンシャー（サカスターンシャー）に任命し、統治させていた。クシャーナ朝の事実上の滅亡等により、帝国内では多民族が共生することとなったためか、シャープール1世はその称号を「イラン人の諸王の王（エーラーン皇帝、アーリア人の皇帝）」から「イランと非イラン人の諸王の王（エーラーン・ウド・アネーラーン皇帝、アーリア人と非アーリア人の皇帝）」へと変更している。
現在のアフガニスタンの、ラグ・イ・ビビにある岩のレリーフでは、ペシャーワル（ガンダーラ地方の中心地、クシャーナ朝の王都プルシャプラ）まで王権が及んでいることが確認できる。ナクシェ・ロスタムのレリーフの記述でも、クシャーン（クシャーン・シャー）の勢力圏はプルシャプラ（ペシャーワル）まで及んでいて、この記述より、シャープール1世はバクトリアやヒンドゥークシュ山脈、さらには山脈以南まで征服していたことがうかがえる。
私、マズダを崇拝する王、シャープール、イラン人と非イラン人の諸王の王……（私は）イランの（エーラーンシャー）の主であり、ペルシスやパルティア領を保持しています……さらにはヒンドゥスターンやPaškaburの境まで、カシュ（Kash）、ソグド、Chachestanまでのクシャーン領をも領有している。—ナクシェ・ロスタムのシャープール1世の碑文より
この戦争の結果、クシャーナ朝は王国北西部ほとんどの支配権を失い、支配領域は北インドの一部の支配に制限され、最終的には4世紀頃グプタ朝などにより完全に滅亡した。

### 第三次サーサーン・クシャーナ戦争
クシャーノ・サーサーン朝はサーサーン朝から領土の一部を奪い、現在のアフガニスタンやパキスタンまで及ぶ広範囲の地域を支配していた。325年以降、シャープール2世は度々クシャーノ・サーサーン朝に、遠征を行った。領域の南部はサーサーン朝が奪還したが、それでもクシャーノ・サーサーン朝は領域の北部を維持していた。350年頃、おそらく、キダーラ朝によってクシャーノ・サーサーン朝が壊滅状態に陥いり、キダーラの傀儡となったクシャーノ・サーサーン朝に対してサーサーン朝は優位に立った。サーサーン朝から見てインダス川の向こう側のタキシラでは、サーサーン朝の硬貨はシャープール2世（在位：309年〜379年）とシャープール3世（在位：383年〜388年）時代とそれ以降のもののみが発掘されているため、サーサーン朝の支配がインダス川以降まで拡大したのは、アンミアヌス・マルケリヌスが記述したように、350年から358年に渡るシャープール2世と「キダーラ朝およびクシャーナ朝」との戦争の結果であったことを示唆している。なお、キダーラ朝に対してもシャープール2世は遠征軍を送っている。この結果、伝説上ではインド亜大陸のシンドまで、実際には少なくともメルヴやカーブルまでサーサーン朝の勢力が及んでいたとされる。シンドには新都市ファッル・シャープールが造営されたとされているが、該当する遺構は発見されていない。

## 影響
一連の戦争の結果、サーサーン朝はさらに東方へ勢力を拡大し、帝国東部における軍事力は、西部の軍事力と同様に強力であることが示された。最終的に、サーサーン朝が併合した旧クシャーナ朝領は反乱を起こし、クシャーノ・サーサーン朝に分裂した。クシャーノ・サーサーン朝の王はクシャーンシャー（「クシャーンの諸王の王」）として知られ、キダーラ朝に征服されるまで、旧クシャーナ朝領の支配を維持した 。クシャーナ朝はパンジャーブを根拠地として、「小クシャーナ朝（Little Kushans）」として存続した。270年頃、ガンジス平原の領土は、ヤウデヤ朝などの地方王朝の下で独立した。
4世紀半ばにクシャーナ朝はサムドラグプタ率いるグプタ朝に征服された。サムドラグプタはアラーハーバードの石柱碑の碑文では、「Dēvaputra-Shāhi-Shāhānushāhi（クシャーナ朝最後の統治者を指していて、クシャーナ朝の統治者が名乗った称号『デーヴァプトラ』、『シャーウ』、『シャーウナーヌ・シャーウ』（それぞれ『神の子、王、諸王の王』を意味する）の変形とされる）は自ら降伏し、（自分たちの）娘を差し出し、旧クシャーナ朝の統治を頼み込み、サムドラグプタの支配下に入った」と刻まれている。この碑文から、アラーハーバードの石柱碑が刻まれた時代までは、クシャーナ朝がまだパンジャーブ地方を統治していたが、グプタ朝の宗主権の下にいたことを示している。